# 鲍勃·拉夫曼
鲍勃·拉夫曼（英語：Bob Loughman，1961年3月8日—），男，瓦努阿图政治人物，第12任瓦努阿图总理，瓦努阿库党主席。